# Folkert Elsinga
Folkert Elsinga (Sneek 30 maart 1925 - Leusden 8 maart 1945), alias 'Fok', was een verzetsstrijder in de Tweede Wereldoorlog uit Rotterdam en actief lid van de Landelijke Knokploegen. Hij werd gearresteerd op 19 december 1944, samen met zijn zuster Marijke, als gevolg van het uitpeilen van een daar aanwezige zender, en op 8 maart 1945 gefusilleerd te Leusden (Amersfoort), voor de aanslag op het hoofd der Duitse politie in Nederland, Rauter.
Elsinga was de oudste zoon van Tjerk Elsinga (‘José’), districtsleider van de L.O. (Landelijke Organisatie voor Hulp aan Onderduikers), en ondanks zijn jeugdige leeftijd een belangrijk medewerker, onder andere voor het vervalsen van persoonsbewijzen, bij de zogenaamde firma CoCo
In Rotterdam is een straat naar hem vernoemd: Folkert Elsingastraat.